# خان کوچک
میرعبدالله بن میرسلطان محمود ملقب به خان کوچک یکی از شاهان مرعشیان تبرستان بود که پس از به قتل رساندن آقامحمد روزافزون به حکومت رسید. وی دارای حکومتی متزلزل بوده‌است.

## حکومت
پس از مرگ آقامحمدخان روزافزونی، «میرعبدالله بن میرسلطان محمود» از موقعیت بهتری برای شاهی برخوردار بود. در همین ایام، «میرسلطان‌مراد بن میرشاهی» که در پناه کیاییان گیلان بود، با حمایت «ملک کیومرث لاریجانی» خود را به مازندران رساند. میرسلطان‌مراد حمایت ملک کیومرث را از دست‌داد و از گیلانیان کمک طلبید. ولی نیروی کمکی گیلانیان به وی نرسیدند و او شکست خورد و گریخت. با این حال وی به فرمان شاه تهماسب با میرعبدالله در حکومت شریک شد ولی نتوانست وارد مازندران شود و به درگاه شاه تهماسب یکم رفت. میرعبدالله «سهرابروزافزون» را شکست داد و «میرزین‌العابدین بن میرعلی‌خان بزرگ»، که برادرزن میرعبدالله نیز بوده‌است و پدرش والی سابق ساری و از مشاهیر مازندران بود، را کشت. برادر زین‌العابدین، قوام‌الدین، نیز به رستمدار مهاجرت نمود و ۷ الی ۱۲ سال در آنجا بود. قتل فرزند وی، عبدالکریم، در قلمرو میرعبدالله موجب نفرت عمومی و شدت عملش گشت. شاه تهماسب نیز قوام‌الدین و میرسلطان را به حضور طلبید و خواست که این دو به اشتراک مازندران را اداره نمایند. لیکن قوام‌الدین پیشنهاد داد:
اگر نواب اشرف حکومت را بالکله به او ارزانی فرمایند شاید که استقلال به هم رساند و از عهده این دو بیرون آید. بنده را ملک موروثی هست اگر الطاف شاهانه بود هر دو امضاء فرمایند تا حکام را در آن دخلی نباشد.
بدین ترتیب مأموران شاه قلمرو میرعبدالله را گرفته و به میرسلطان مرادخان سپردند. وی پس از چندی توانست حکم مازندران را از شاه بگیرد ولیکن تا به تبرستان رسید اعلام استقلال نمود و توسط قزلباشان کشته شد.